# Tales of Blahalouisiana
A Tales of Blahalouisiana a Blahalouisiana első középlemeze, amely 2013-ban jelent meg a Gold Record kiadónál.

## Az album dalai
Az összes szám szerzője Juhász Ádám, Mózner László, Schoblocher Barbara, Schram Dávid, Jancsó Gábor és Szajkó András. 
| 1.    | The Bluebird                     | 3:10 |
| 2.    | In Lambaréné                     | 3:25 |
| 3.    | My Baby Wants to Leave this City | 3:37 |
| 4.    | Tonight I'll Dress in Blue       | 3:44 |
| 5.    | The Wanderer                     | 2:58 |
| 16:57 |                                  |      |

## Közreműködők

### Blahalouisiana
- Schoblocher Barbara – ének
- Jancsó Gábor – basszusgitár
- Mózner László – gitár
- Szajkó András – gitár
- Juhász Ádám – dobok

### Egyéb zenészek
- Novai Gábor – billentyű a The Bluebird, In Lambaréné és My Baby Wants to Leave this City c. számokban[1]

### Produkció
- Schram Dávid – felvétel és keverés